# (7072) Beijingdaxue
(7072) Beijingdaxue ist ein Asteroid des Hauptgürtels, der am 3. Februar 1996 von Astronomen des Beijing Schmidt CCD Asteroid Programs an der Beobachtungsstelle Xinglong der Peking-Universität (Sternwarten-Code 327) entdeckt wurde.
Der Asteroid wurde nach der chinesischen Universität von Peking (chinesisch 北京大學 / 北京大学, Pinyin Běijīng Dàxué) benannt, die 1898 gegründet wurde und die älteste nationale Universität in China ist.